# Videojuego de desplazamiento lateral

Un ejemplo de videojuego de desplazamiento lateral.

Un videojuego de desplazamiento lateral (también llamado coloquialmente, y en inglés, «side-scroller») es aquel en el que la partida se desarrolla en un solo plano lateral, en el que los jugadores solo podrán moverse sobre un eje bidimensional. Estos juegos emplean tecnología de desplazamiento. Esta revolución jugabilística durante la época dorada de los arcade y las videoconsolas de tercera generación sería comparable a la del movimiento en los juegos de gráficos 3D durante la quinta generación. Aunque la moda (o auge comercial) de los juegos de desplazamiento lateral ya ha pasado, aun hay muchos desarrolladores que, manteniendo el espíritu retro vivo, siguen produciéndolos.

## Uso del desplazamiento lateral
El uso más común del desplazamiento lateral en videojuegos es en el género de plataformas. Los videojuegos de plataforma son también de acción, con características de salto, escalada y correr a través de distintos niveles. El plataformero con desplazamiento lateral más famoso de todos los tiempos fue Super Mario Bros (1985).
Este formato también es popular en los videojuegos de «yo contra el barrio», como el famoso Battletoads. A veces también se emplea en videojuegos de rol como el Bookworm Adventures Deluxe en 2D o el MMORPG coreano Montaro. Normalmente en los videojuegos de «yo contra el barrio» la pantalla va desplazándose hasta un punto concreto, donde se detiene y entra una oleada de enemigos que deben ser derrotados para que la pantalla continúe avanzando.
Hay juegos que pueden utilizar contar con un desplazamiento lateral sin llegar a ser considerados como tal. Un ejemplo es Awesomenauts, donde se emplea un desplazamiento lateral de la pantalla, pero debido a que no tiene nada que ver con el objetivo de la partida, no se considera como tal.

## Historia

### Videojuegos de disparos de desplazamiento lateral
«Bomber» de Sega fue un arcade de disparos lanzado en abril de 1977. Defender (que se discute si su fecha de lanzamiento fue 1980 o 1981), de Williams Electronics, fue muy innovador, añadiendo todo un mundo que se extendía más allá de las fronteras de una única pantalla estática. Defender incluía un minimapa o radar, también utilizado en los Battlezone y Rally-X en los 80.
En 1981, Scramble fue el primer juego con desplazamiento lateral con varios niveles. El arte del desplazamiento lateral fue mejorado con creces gracias al desplazamiento de paralaje, que creaba una ilusión, dando sensación de profundidad. Moon Patrol se considera pionero en introducir esta característica en 1982, aunque Jugle Hunt de Taito también la presenta y salió ese mismo año.
Contra (1987) fue particularmente aclamado por su función de apuntado multidireccional y su capacidad de diversión para dos jugadores en cooperativo. Aun así, a principios de los 90, con la popularidad de las consolas de 16 bits, los juegos de disparos con desplazamiento lateral estaban sobrepoblados. Los desarrolladores intentaban hacer destacar sus juegos con todo tipo de recursos.

### Videojuegos de carreras de desplazamiento lateral
En 1974 Taito sacó «Speed Race», un juego de carreras diseñado por Tomohiro Nishikado. En 1977, Kee Games lanzó Super Bug y en 1978 Atari lanzó Fire Truck, ambos con unas vistas de desplazamiento multidireccionales. Ambos juegos son en blanco y negro, aunque Super Bug tiene una interfaz amarilla en el centro de la pantalla. Rally X de Namco, en 1980, ya era a color y tenía un desplazamiento con varias direcciones. También tiene un ejemplo primitivo de minimapa, para mostrar la ubicación del coche en el mapa.
Grand Prix de Activision es un juego de desplazamiento lateral de carreras para Atari 2600 publicado en 1982.  En 1984, surgieron otros juegos de carreras con desplazamiento lateral, como Excitebike de Nintendo, Jumping Cross de SNK. Y Mystic Marathon de Williams Electronics, una carrera a pata con desplazamiento horizontal entre criaturas de fantasía.

### Desplazamiento en plataformas
El primer plataformero con desplazamiento fue Jump Bug , un juego de disparos de 1981. Los jugadores controlaban un automóvil y saltaban de plataforma en plataforma, como edificios, nubes y cerros. Se incluían ya niveles con desplazamiento tanto lateral como vertical.
En 1984, Pac-Land fue un paso más allá, aspirando para ser algo más que un simple juego de saltar. No solo fue un éxito, sino que sirvió de inspiración para juegos posteriores como Wonder Boy y Super Mario Bros. También se introdujo el desplazamiento de paralaje. Ese mismo año salió Legend of Kage, el cual contaba con niveles extendidos en todas direcciones. Sega lanzó Flicky, un plataformas con desplazamiento horizontal y con el primer personaje mascota. Namco afianzó su éxito con Pac-Land lanzando Dragon Buster al año siguiente.
Nintendo lanzó Super Mario Bros. para su Nintendo Entertainment System en 1985, convirtiéndolo en el arquetipo que muchos seguirían para desarrollar videojuegos de plataformas de desplazamiento lateral. El título vendió más de 40 millones de copias según el Libro Guinness de los récords de 1999. Su éxito contribuyó mucho a popularización del género durante la generación de las consolas de 8 bits. Sega intentó emular este éxito con su saga Alex Kidd y posteriormente con Wonder Boy. Los últimos juegos de Wonder Boy destacaron más por su combinación entre aventura y plataformas tradicional.

### «Yo contra el barrio» de desplazamiento lateral
En 1984, el cine hongkonés inspiró juegos como Kung-Fu Master, considerado fundador de los juegos «yo contra el barrio» de desplazamiento lateral, que destacaban por su sencillez y entretenimiento. En ese mismo año tuvo un gran éxito Karateka, el cual añadió exitosamente una trama a sus niveles de peleas. Fue considerado el primer videojuego de desplazamiento lateral en incluir cinemática.
En 1987 salió Double Dragon y vivió su propia «época dorada» del género «yo contra el barrio», la cual duró casi 5 años. El juego fue diseñado por Technos como sucesor de Renegade, pero extrapoló el género a otro nivel con un conjunto detallado de artes marciales y la excepcional jugabilidad cooperativa para 2 personas. El éxito de Double Dragon provocó en gran parte la afluencia de juegos del estilo «yo contra el barrio» que saldrían a mediados de los 80, dando a conocer títulos como Golden Axe y Final Fight (ambos 1989), que fueron los más distinguidos. Final Fight (titulado provisionalmente Street Fighter '89) fue la intención de crear una secuela por parte de Capcom para Street Fighter, pero finalmente la compañía le dio un título nuevo. Aclamado como el mejor juego del género, Final Fight tuvo dos secuelas y más tarde fue portado a otros sistemas. Golden Axe tuvo éxito por su estilo «hack and slash» visceral y su acción, así como su modo cooperativo y su variada selección de protagonistas con múltiples estilos de lucha. Está considerado uno de los mejores títulos de su género por sus elementos fantásticos, alejándose de los encuadres urbanos del resto de títulos de la época.

### En PC de IBM
Estos videojuegos fueron un fenómeno familiar entre los arcade y varios equipos y consolas de los 80, los cuales tenían un hardware optimizado para tareas como Familia Atari de 8 bits y Commodore 64, pero los PC compatibles de IBM no. Conseguir un desplazamiento eficiente en el software de los PC de IBM era todo un reto para los desarrolladores. A principio de los 80 solo había unos cuantos portes de juegos arcade a PC, como Moon Patrol  y Defender.  La segunda versión de Sopwith, lanzada en 1986, también fue portada a PC.
En 1990 John Carmack, que trabaja para Softdisk, desarrolló una técnica de desplazamiento lateral idónea para PC. La técnica estuvo demostrada en con la prueba de concepto con el juego «Dangerous Dave in Copyright Infringement», el cual era un clon del primer nivel de Super Mario Bros. 3, pero sustituyendo a Mario por Dangerous Dave, protagonista de los primeros juegos de Softdisk. El éxito de Carmack y otros integrantes de Softdisk les permitió dimitir y formar su propia empresa, id Software. Esta empresa desarrolló Commander Keen ese mismo año, convirtiéndose en el primer juego de plataformas disponible oficialmente para PC.